# دون مكنيل
دون مكنيل (بالإنجليزية: Don McNeill)‏ هو مقدم برامج إذاعية أمريكي، ولد في 23 ديسمبر 1907 في غالينا في الولايات المتحدة، وتوفي في 7 مايو 1996 بسبب مرض.

## وصلات خارجية
- دون مكنيل على موقع الموسوعة البريطانية (الإنجليزية)